# Gladio
Operace Gladio bylo kódové označení pro tajné operace spících buněk určených k ozbrojenému odboji na území Západní Evropy. Síť buněk byla vytvářena během studené války Západní unií, Severoatlantickou aliancí a CIA. Gladio bylo konkrétní označení buňky v Itálii, ovšem „operace Gladio“ se používá jako obecné označení všech obdobných organizací vytvořených západními zpravodajskými službami.
Mezi používané metody při těchto operacích patřily atentáty, psychologické operace a operace pod falešnou vlajkou s cílem poškodit levicové politické strany. Během operací byli podporováni militantní antikomunističtí radikálové a krajně pravicoví extremisté. Svým způsobem šlo o podporu pravicového terorismu. Ministerstvo zahraničí Spojených států amerických odmítá, že by šlo o podporu terorismu, naopak stále uvádí, že se jednalo o operace, které měly zabránit rozpínání Sovětského svazu v Evropě.

## Pozadí
Po druhé světové válce se Spojené státy americké (USA) a Spojené království rozhodly vytvořit síť paramilitantních buněk v Západní Evropě, které měly za využití sabotáží a partyzánského boje bojovat proti Sovětskému svazu v případě, kdy by obsadil další evropský stát. Tyto tajné (a spící) milice měly vytvořit úkryty zbraní a munice, síť tunelů a rekrutovat spolehlivé členy. V případě přepadení Sovětským svazem měly na území zůstat a stát se zárodkem odbojových organizací.
První buňky byly vycvičeny britskou Special Operations Executive. NATO následně poskytlo fórum pro koordinaci akcí, přičemž docházelo k bilaterální (a někdy také k multilaterální) spolupráci západoevropských zpravodajských služeb. Zapojeno bylo Vrchní velitelství spojeneckých sil v Evropě a Západní unie, která vznikla krátce před NATO.

## Operace v zemích NATO

### Itálie
V Itálii byla založena spící buňka Gladio s vědomím ministra obrany Paola Emilia Tavianiho (Křesťanská demokracie), který byl ve funkci v letech 1953 až 1958. O její existenci se společnost oficiálně dozvěděla až v roce 1990. Nicméně v roce 1984 o ní hovořil u svého soudu krajně pravicový terorista Vincenzo Vinciguerra, člen neonacistické organizace Avanguardia Nazionale. V roce 1990 její existenci zveřejnil premiér Giulio Andreotti, který současně disponoval seznamem 600 osob zapojených v buňkách Gladio a adresami více než sta úkrytů zbraní. Při následném vyšetřování se zjistilo, že několik krajně pravicových teroristických organizací byly členy sítě tajných buněk, které byly napojeny na CIA. Současně se ukázalo, že existovaly instrukce k infiltraci levicových skupin a vyvolání napětí ve společnosti prováděním útoků a následnému svalování viny na levici.
Další vyšetřování z roku 2000 ukázalo, že USA byly informovány o plánech bombových útoků krajně pravicové skupiny Ordine Nuovo z let 1969 až 1974, ale nijak se jim nepokusily zabránit.

### Belgie
Během zveřejnění existence italských buněk Gladio Andreotti uvedl, že poslední koordinační setkání velení buněk proběhlo v roce 1990 pod předsednictvím belgické zpravodajské služby. Krátce poté tehdejší belgický ministr obrany Guy Coëme přiznal existenci obdobných polovojenských buněk jako měla Itálie. Brzy poté Evropský parlament odsoudil NATO za vytvoření tajné sítě polovojenských buněk v Západní Evropě.
Po odhalení byly v Belgii vytvořeny vyšetřovací komise a v devadesátých letech došlo k procesu dostání buněk pod kontrolu státních orgánů. V této souvislosti se také vyšetřovalo možné spojení Brabantských zabijáků. Prošetřovaly se rovněž aktivity krajně pravicové extremistické organizace Westland New Post.

### Dánsko
Dánská síť buněk byla pojmenována Absalon (po Absalonovi). Její struktura byla ukryta v dánské zpravodajské službě. Její existenci potvrdil bývalý ředitel CIA William Colby ve svých pamětech.

### Francie
Již v roce 1947 francouzský ministr vnitra Édouard Depreux odhalil existenci tamní tajné polovojenské armády s kódovým označením „Plan Bleu“. Šlo o jednu z operací Západní unie. Činnosti buněk napomáhala tajná služba Service de documentation extérieure et de contre-espionnage. Později se s nejasným výsledkem vyšetřovalo, jestli byly buňky napojeny na činnosti krajně pravicové Organizace tajné armády.

### Německo
CIA se podílela také na vytvoření buněk v Západním Německu. Dokumenty odtajněné v roce 2006 ukázaly roli CIA při vytváření sítě tajných polovojenských buněk v Západním Německu v letech 1949 až 1953. Mezi členy těchto milicí byli i bývalí nacisté a členové jednotek Schutzstaffel. Tato struktura buněk byla rozpuštěna v roce 1953, jelikož existovala obava, že v případě odhalení by napojení na nacisty diskreditovalo vládu. Činnost převzala Spolková zpravodajská služba (BND), která rovněž rekrutovala spící agenty pro účely případných odbojových akcí.

### Nizozemsko
V letech 1980 a 1983 našli občané náhodou dva úkryty zbraní, munice a výbušnin. Druhý nález v roce 1983 již donutil nizozemskou vládu přiznat, že šlo o skrýše buněk navázaných na mezinárodní síť vytvořenou NATO.

### Portugalsko
V roce 1966 založila CIA v Portugalsku Aginter Press, krycí novinářskou agenturu, která ve skutečnosti sdružovala antikomunistické žoldnéře. Velel jim francouzský voják a antikomunista Yves Guérin-Sérac. Ten je cvičil v atentátech, sabotážích, teroristických útocích a subverzivních akcích.

### Řecko
Po vstupu Řecka do NATO v roce 1952 byly tamní speciální brigády LOK (Lochoi Oreinōn Katadromōn) začleněny do sítě tajných buněk. Později byl zveřejněn dokument z roku 1955, ve kterém se CIA a Řecko dohodly na další spolupráci v činnosti LOK. Podle dochovaných dokumentů měly LOK nařízeno CIA zabránit za každou cenu levicovému převratu v zemi. Měly podíl na vojenském převratu roku 1967 a následné vládě řecké vojenské junty, který se stal měsíc před plánovanými volbami.
Poté, co levicový politik Andreas Papandreu (Panhelénské socialistické hnutí) vyhrál v roce 1981 volby, později uvedl, že během své vlády odhalil v roce 1984 existenci tajné spící jednotky NATO s kódovým označením „Red Sheepskin“, kterou nechal poté rozpustit.
Po Andreottiho odhalení italských Gladio v roce 1990 tehdejší řecký ministr obrany oficiálně potvrdil existenci Red Sheepskin, kteří měli být plně rozpuštěni až v roce 1988.

### Turecko
Prostřednictvím operace Gladio CIA také podporovala turkický nacionalismus a turanismus, a to zejména podporou Alparslana Türkeşe a jeho extremistické organizace Šedí vlci. V roce 1974 tyto vazby zveřejnil premiér Bülent Ecevit. V Turecku se spící buňky nazývaly Kontrgerilla. V roce 1980 se jejich velitel Kenan Evren vojenským převratem chopil moci a stal se prezidentem.

## Operace mimo země NATO

### Rakousko
V Rakousku byla první spící buňka odhalena již v roce 1947. Zatčení krajně pravicoví radikálové Theodor Soucek a Hugo Rössner během svého soudu tvrdili, že konali s plným vědomím USA a Spojeného království. Oba byli odsouzeni k trestu smrti, ale jejich trest prezident Karl Renner snížil na doživotí, aby se z nich nestali mučedníci. V roce 1952 je prezident Theodor Körner omilostnil. Jejich spojení s operací Gladio ale nikdy nebylo prokázáno.
V šedesátých letech ministr vnitra Franz Olah založil ve spolupráci s MI6 a CIA tajnou jednotku s kódovým označením Österreichischer Wander-, Sport- und Geselligkeitsverein (OeWSGV). V roce 1965 byla nalezena jedna z muničních skrýší.
V roce 1990 rakouští politici dále tvrdili, že žádná taková síť buněk v Rakousku není a nebyla. Trvali na neutralitě Rakouska. Po nálezech dalších skrýší to v roce 1996 znovu popřel prezident Thomas Klestil.

### Skandinávie
William Colby, bývalý ředitel CIA, ve svých pamětech tvrdil, že v roce 1951, když byl agentem CIA, pomáhal vycvičit tajné polovojenské jednotky v neutrálních skandinávských zemích (ve Švédsku a Finsku) a také v členských státech NATO (v Norsku a Dánsku). V roce 1953 byl navíc zatčen švédský nacista Otto Hallberg a bylo zjištěno, že organizoval paramilitantní buňku.

### Švýcarsko
Krátce před Andreottiho odhalením oeprace Gladio v roce 1990 došlo k odhalení tajné buňky Projekt-26 ve Švýcarsku. Následující vyšetření neodhalilo napojení na NATO, ale spíše na MI6. Ukázalo se, že v roce 1990 plukovník Herbert Alboth, operativec Projektu-26, zaslal na ministerstvo obrany utajený dopis, ve kterém byl ochoten vypovídat o činnostech Projektu-26. Krátce poté byl nalezen ve svém domě ubodán bajonetem. Vedle spící buňky Projekt-26, existovala ještě tajná zpravodajská organizace Projekt-27, která sbírala a vyhodnocovala informace. Další vyšetřování z roku 1991 ukázalo, že Projekt-26 byl nelegitimní a že jeho spolupráce s Brity byla intenzivní. Britové prováděli výcvik.